# Vaimanika Shastra

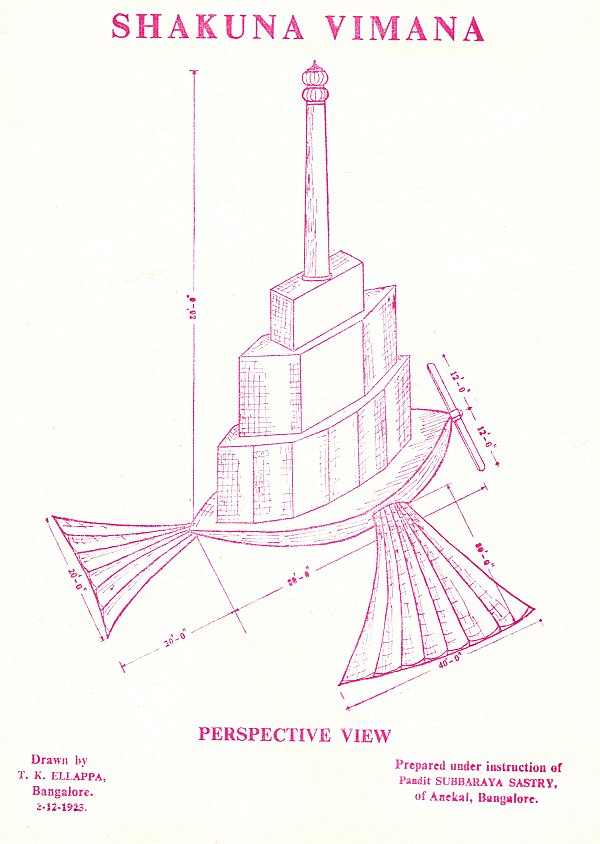
Illustrazione di un shakuna vimana che si suppone potesse volare come un uccello, con ali munite di cardini

Il Vaimanika Shastra (in sanscrito वैमानिक शास्त्र, Vaimānika Śāstra, "shastra sull'argomento dei vimana") o anche Vimanika o Vymanika, è un testo scritto in sanscrito risalente agli inizi del XX secolo, ottenuto da un medium tramite channeling  e scrittura automatica, in cui si afferma che i vimana menzionati nei testi vedici dell'antica India sarebbero stati degli avanzati velivoli simili ai moderni razzi.
L'esistenza di questo testo, composto da 3000 shlokas (versi) distribuiti in 8 capitoli, è stata rivelata nel 1952 da G. R. Josyer il quale ha affermato che sarebbe stata scritta da Pandit Subbaraya Shastry (1866–1940) sotto dettatura psichica da parte dell'antico saggio indù Bharadvaja.
I cultori dell'archeologia misteriosa sostengono invece che lo scritto avrebbe un'origine antichissima, facendolo risalire al XIII secolo a.C., anche se non se ne conoscono frammenti, citazioni o riferimenti in opere del passato.
Uno studio condotto da ingegneri meccanici e aeronautici dell'Indian Institute of Science di Bangalore ha concluso, nel 1974, che i velivoli descritti nel testo sono "intrugli di scarso valore" e che l'autore rivela una totale mancanza di comprensione dell'aeronautica. Lo studio, inoltre, afferma che "Il Rukma Vimana era l'unico dotato di senso. Possiede lunghi condotti verticali che aspirano aria dalla parte superiore e la spingono in basso, con un processo che genera un sollevamento".

## Origine e pubblicazione
L'esistenza del testo fu resa pubblica nel 1952, tramite un comunicato stampa diramato da G. R. Josyer, fondatore, nel 1951, nella città di Mysore dell'"International Academy of Sanskrit Research". Secondo Joyser, il testo stesso sarebbe stato dettato tra il 1918 e il 1923. Una traduzione in hindi fu pubblicata nel 1959 da Swami Brahmamuni Parivrajaka, con il titolo di Brihad Vimana Shastra. Il testo in sanscrito, con la relativa traduzione in inglese, fu pubblicato nel 1973 con il titolo di Vaimanika Shastra. L'edizione di Josyer venne integrata con delle illustrazioni di T. K. Ellappa, un disegnatore della locale università di ingegneria a Bangalore, ma che non fu menzionato come coautore nell'edizione del 1959.
Ci sono tuttavia notizie frammentarie riguardo a copie precedenti. Un manoscritto tenuto in custodia da Venkatachalka sarebbe apparso nella libreria Rajakiya Sanskrit nel 1944. La stessa edizione di Josyer sarebbe stata compilata sulla base di un vecchio archivio trascritto dal telegu in sanscrito da Pandit Tallapragada Subba Row (1856-1890), che lo avrebbe consegnato ai suoi committenti, dei monaci Gelugpa autori di traduzioni in tedesco fra il 1918 e il 1923. Di tale documento si sono perse le tracce.

## L'intervista
G. R. Josyer, direttore dell'accademia internazionale di ricerche sanscrite in Mysore, nel corso di un'intervista ha mostrato una collezione di antichissimi manoscritti di proprietà dell'Accademia. In alcuni di essi, risalenti a diverse migliaia di anni fa, compilati da antichi rishi, Bharadwaja, Narada e altri, vengono descritte vicende mondane importanti per l'esistenza e il progresso degli uomini e delle nazioni sia in tempo di guerra che in tempo di pace [..]. Uno di questi manoscritti si occupa di aeronautica, e descrive la costruzione di diversi tipi di aeroplani per l'aviazione civile e per la guerra [..]. Josyer mostra alcuni disegni e progetti, un velivolo simile ad un elicottero, ad un aereo cargo, soprattutto utilizzato per trasportare combustibile e munizioni, velivoli civili che trasportavano da 400 a 500 persone e addirittura velivoli muniti di doppio o triplo ponte, ognuno descritto minuziosamente.

## Struttura e contenuto
A differenza di un moderno trattato di aeronautica che inizia, prima di dettagliare i concetti e i disegni dei velivoli, con il descrivere i principi generali del volo, il Vaimanika Shastra inizia senza indugio con una descrizione quantitativa di un particolare velivolo. La materia comprende "una definizione di velivolo, come si deve istruire e alimentare un pilota, piste di atterraggio, cibo, vestiti, metalli e la loro produzioni, specchi e il loro uso in guerra, ed una varietà di congegni e yantra. I velivoli venivano definiti con diverse tipologie: mantrik, tantrik e kritak, e con dei nomi: Shakuna, Sundara, Rukma e Tripura, tutti descritti dettagliatamente. Si sostiene inoltre che il Vaimanika Shastra sia solo una piccola parte (un quarantesimo), di un testo molto più grande, lo Yantra Sarwasa ("tutto sulle macchine"), scritti da Maharishi Bharadwaj e altri saggi per il "beneficio di tutta l'umanità".
Nel 1991, la traduzione inglese e le illustrazioni del libro di Josyer furono ristampati da David Hatcher Childress con il titolo: Vimana Aircraft of Ancient India & Atlantis come parte della serie Scienze Perdute. Secondo Childress, gli 8 capitoli si trattano:
- segreti per la costruzioni di aeroplani, come evitare di spezzarli, tagliarli, incendiarli, e distruggerli;
- segreto per immobilizzare l'aeroplano;
- segreto per rendere invisibile l'aeroplano;
- segreto per ascoltare conversazioni del nemico in altri luoghi;
- segreto per effettuare fotografie dell'interno di aerei nemici;
- segreto per accertare la direzione di un aereo nemico in avvicinamento;
- segreto per fare perdere conoscenza ai piloti degli aerei nemici;
- segreto per distruggere aerei nemici.

La propulsione dei vimana secondo Kanjilal (1985) sarebbe dovuta a un "motore a vortice di mercurio", un concetto apparentemente simile alla propulsione elettrica, del quale Childress ha individuato un importante riferimento in un trattato di architettura dell'XI secolo: il Samarangana Sutradhara.

## Il libro di Davenport e Vincenti
Nel 1979 D. W. Davenport e Vincenti sul libro 2000 a.C.: distruzione atomica attribuiscono la distruzione di Lanka (secondo Davenport da identificarsi con Mohenjo-daro, una città appartenente alla civiltà della valle dell'Indo) a un'esplosione atomica, pur ammettendo di non essere esperti in materia di reperti distrutti da un'intensa fonte di calore (e per questo si sono rivolti all'Università "La Sapienza" di Roma, presso un gruppo di lavoro composto dal professor Bruno Di Sabatino, dal professor Amleto Flamini e dal dottor Gianpaolo Ciriaco). Sostenendo ipotesi tipiche dell'archeologia misteriosa essi ritengono che la civiltà indiana del tempo fosse molto avanzata, addirittura superiore a quella attuale. Gli stessi vimana sarebbero stati avanzatissimi veicoli volanti, in alcuni casi adatti a viaggi interplanetari.
Nel libro gli autori hanno dato una personale interpretazioni dei 32 segreti degli antichi piloti, sulla base della traduzione fatta da Josyer, a loro dire "con il maggior spirito critico possibile". Il contenuto dei 32 segreti è preceduto da un'introduzione in cui si indica il motivo per cui sono stati dettati. Procedendo oltre l'introduzione si scopre che sono tre i tipi principali di segreti: quelli per difendersi dagli avversari con sistemi psicologici o elusivi, quelli per offendere il nemico con armi chimiche e fisiche e quelli dei sistemi d'indagine e raccolta dati.

### Interpretazione dei 32 segreti
«Il pilota deve imparare 32 segreti da precettori competenti e soltanto ad una persona che li avrà imparati può essere affidato un aeroplano, e non ad altri. Questi segreti sono così spiegati da Siddhanaatha:»
1. Maantrika
«come prescritto nel Mantraadhikaara, invocando le Mantras di Chhinnamasta, Bhairavee, Vgine, Siddhaamba, si acquista il potere di ghutikaa, paadukaa, visibile ed invisibile, ed altre Mantras con potenti erbe ed olii efficaci e Bhuvaneswaree Mantra, che conferisce poteri spirituali, per costruire aeroplani che non si rompono, non possono essere tagliati, non possono essere bruciati e non possono essere distrutti.»
2. Taantrika
«acquisendo Mahaamaaya, Shambara ed altri poteri tantrici si possono trasferire all'aeroplano».
3. Kritaka
«studiando architetti come Vishwakarma, Chhayaaparusha, Manu, Maya ed altri (il pilota o lo specialista) imparerà a costruire aeroplani di vari modelli».
Questi primi tre segreti sarebbero l'obiettivo del manuale, precisando alcune prerogative cui il pilota deve far fronte. Come i moderni piloti di velivoli, anch'essi avrebbero dovuto conoscere la tecnica costruttiva, in modo da saperli pilotare meglio e saper fare piccole riparazioni. Secondo il testo, i vimana sarebbero stati indistruttibili, in relazione con i materiali disponibili all'epoca (legno, ferro, bronzo, tela, vetro) e presumibilmente ci sarebbe stato bisogno di una scuola con tecnici e specialisti capaci di realizzare e mettere a punto il veicolo.
4. Antaraala
«nel cielo, nelle regioni atmosferiche battute dal vento, nello scontro ai bordi di correnti potenti, l'aereo inavvertito ha probabilità di essere schiacciato e ridotto in pezzi. Ma essendo avvertito dell'avvicinarsi di tali punti pericolosi, l'aereo può essere arrestato e guidato con prudenza».
Il testo sembra indicare una possibile vulnerabilità dell'aeromobile ad alta quota. In effetti, oltre i 12.000 metri, soffiano correnti fortissime a velocità oltre 400 km/h, ben conosciute dai piloti militari durante la Seconda guerra mondiale. Tali correnti vennero scoperte solo negli anni trenta, quindi, sempre ammesso che il testo sia autenticamente antico, l'autore aveva a disposizione conoscenze avanzatissime oppure ha lavorato di fantasia azzeccando la cosa.
5. Goodha
«come spiegato nel Vaayatstva-Parakarana, utilizzando i poteri Yaasaa, Viyaasaa Prayaasaa nell'ottavo strato atmosferico attorno alla terra, si attraggono i contenuti bui dei raggi solari e si possono usare per nascondere il Vimana ai nemici».
Davenport spiega questo segreto affermando che l'occhio umano è incapace di vedere bande di frequenza luminose oltre una certa soglia, azzardando anche l'ipotesi che i vimana riflettessero soltanto raggi luminosi ultravioletti o infrarossi; azzarda anche l'ipotesi che i vimana potessero essere intercettati da una sorta di radar, per difendersi dai quali avrebbero dovuto essere resi invisibili.
6. Drishya
«dalla collisione nell'atmosfera della forza elettrica e della forza del vento, viene creato uno splendore incandescente, il cui riflesso, catturato dallo specchio frontale del Vimana, può essere manipolato per produrre un Maaya-Vimana, o Vimana camuffato».
L'autore accenna solo alla possibilità di un gioco di luci tale da alterare l'aspetto esterno del vimana. Alla luce delle conoscenze attuali, pur senza riferimenti precisi nel testo, si potrebbe pensare a un fenomeno legato alla ionizzazione dell'atmosfera prodotta dal vento solare.
7. Adrishya
«secondo il Shaktitantra, per mezzo del Vynarathya Vikarana ed altri poteri nel cuore della massa solare, si possono attrarre le forze del flusso etereo nel cielo e mescolarle con il Balaahaa-vikarana shkati nel globo aereo, produrre in questo modo una copertura bianca che renderà il Vimana invisibile».
L'autore non azzarda nessuna ipotesi per spiegare il segreto. Con l'immaginazione potremmo pensare a un raffreddamento della superficie del vimana tale da produrre la condensazione del vapore acqueo e quindi una sorta di nebbia.
8. Paroksha
«secondo il Meghotpatthi-parakarana, o Scienza della Nascita delle Nubi, entrando nel secondo strato delle nubi estive e attraendo il potere interno con lo specchio di attrazione di forza del Vimana, e applicandolo al Parivesha o alone, del Vimana, si genera una forza paralizzante e i Vimana nemici sono messi fuori uso».
Davenport collega il segreto alle nuvole temporalesche delle quali gli antichi piloti sarebbero stati in grado di utilizzare la carica elettrica.
9. Aparoksa
«secondo il Shakti-tantra, con la proiezione del raggio di luce Rohinee, le cose di fronte al Vimana sono rese visibili».
Secondo l'autore, si tratterebbe di un dispositivo a raggi infrarossi capace di vedere nel buio.
10. Sanochka
«come prescritto nel Yantraango-pasamhaara, quando il Vimana sta andando in velocità, con le ali completamente stese e c'è un pericolo davanti, azionando il settimo interruttore del Vimana, le sue parti possono essere fatte contrarre».
Davenport interpreta il termine come “contrazione” e lega il segreto alla possibilità del vimana di viaggiare a due velocità differenti a seconda dell'altitudine; i velivoli avrebbero avuto la possibilità di far uscire ali e coda per aumentare la portanza. In caso d'emergenza avrebbe potuto ritrarle, con conseguente accelerazione verso l'alto.
11. Vistrita
«secondo l'Akaashatantra quando il Vimana è nella corrente aerea centrale nella prima e nella terza regione del cielo, azionando l'interruttore nell'undicesima sezione del vimana, questi si espande convenientemente».
Questo segreto rappresenterebbe il caso opposto al precedente.
12. Viroopa parana
«come affermato nel Dhooma Parakarana, producendo il 32º tipo di fumo con l'apposito meccanismo, caricandolo con la luce delle ondate di calore nel cielo e proiettandolo attraverso il tubo Padmaka Chakra sullo specchio Vyroopya, cosparso d'olio bhiravee in cima al Vimana, e facendolo girare al 123º tipo di velocità, ne emergerà una forma fiera e terrificante del Vimana che causerà grande spavento in chi guarda».
L'autore, come per il segreto successivo, pensa a una specie di cortina fumogena che terrorizzerebbe le popolazioni.
13. Roopaantara
«come stabilito nel Tylaprakarana, preparando gli oli griddhrajihwaa, kumbhinee e kaakajangha e ungendone lo specchio distorcente del Vimana, applicandovi il 19º tipo di fumo e caricandolo col Kuntinee shakti nel Vimana, ne appariranno forme come il leone, la tigre, il rinoceronte e il serpente, la montagna e il fiume che confonderanno e stupiranno gli osservatori».
14. Suroopa
«attraendo i 13 tipi della forza Karaka menzionati nel Karaka-Parakarana, applicando aria sovraccarica di neve e proiettandola attraverso il tubo convettore d'aria verso gli specchi pushpinee-pinjula nel lato anteriore destro del Vimana e focalizzandoli sopra il raggio Suragha, apparirà a chi guarda il Vimana una donzella celeste coperta di fiori e di gioielli».
Davenport non accenna a nessuna interpretazione; con un bel po' di azzardo potremmo pensare a un laser capace di disegnare una figura olografica.
15. Jyotirbhaava
«come affermato nel Amshubodhinee dal Samgnaa e altri 16 digitis dello splendore solare, attraendo il 12º e 16º digitis e focalizzandoli sulla forza dell'aria nella sezione Mayookha del quarto sentiero del cielo, e similmente, attraendo la forza dello splendore etereo e mescolandola con lo splendore del settimo strato della massa d'aria e poi proiettando queste forze attraverso i tubi del Vimana sulla sezione dello specchio ghuaa-garha, sarà prodotto un ricco splendore come quello del sole del mattino».
Per Davenport è un passo oscuro che potrebbe essere spiegato come la capacità del vimana di riflettere, a grandissima altezza, la luce solare illuminando una vasta zona dove è già notte.
16. Tamonaya
«come è descritto nel Darpana Parakarana per mezzo dello specchio della forza buia, catturarndo la forza dell'oscurità, passandola attraverso il meccanismo Thamo nella sezione Nord-Ovest del Vimana, e azionando un interruttore, si produce a mezzogiorno la totale oscurità di una notte di luna nuova».
Davenport reputa impossibile realizzare una cosa simile secondo le nostre nozioni, ovvero un annullamento della propagazione delle onde elettromagnetiche nella gamma del visibile su una zona molto vasta.
17. Pralaya
«come descritto nel libro della distruzione, attraendo i cinque tipi di fumo attraverso il tubo della macchina concentratrice, nella parte frontale del Vimana, e immergendoli nella nube del fumo menzionata in Shadgarbha-Viveka, e spingendola per mezzo di energia elettrica, attraverso il tubo aereo dai cinque rami, si distrugge tutto come in un cataclisma».
L'autore sostiene che il vimana potrebbe produrre una piccola tromba d'aria; si tratterebbe quindi di un'arma meteorologica.
18. Vimukha
«come menzionato nel RgHridaya, proiettando la forza del Kubera, Vimuka e della polvere velenosa Vyshawaanara, attraverso il tubo dello specchio Roudree e azionando l'interruttore del meccanismo dell'aria, si produce una totale insensibilità e coma».
Si tratterebbe, secondo Davenport, di un'arma chimica sparsa sul terreno tramite un irroratore.
19. Taara:
«mescolando con le forze eteree 10 parti di forza dell'aria, 7 parti di forza dell'acqua e 16 parti di splendore solare, e proiettandole, per mezzo dello specchio a stella attraverso il tubo frontale del Vimana, si crea l'apparenza di un cielo stellato».
Una possibile interpretazione è quella di un apparecchio per ottenere una specie di mimetismo.
20. Mahaashabda vimohana
«concentrando la forza dell'aria nei sette tubi del Vimana e azionando un interruttore si produce, come stabilito nel Shabda-parakaashikaa, un crescendo di tonante rumore che fa tremare la gente di paura, la stordisce e la rende insensibile».
Si tratterebbe di un'arma stordente che produce un'intensa e continua onda sonora capace di avere effetti sul sistema nervoso.
21. Langhana
«come stabilito nel Vaayu tattva prakarna, quando si passa da una corrente d'aria ad un'altra, il Vimana affronta lo splendore baadaba del sole e prende fuoco. Per evitare che ciò avvenga, l'energia elettrica e l'energia dell'aria del Vimana devono essere congiunte e concentrate nel centro vitale del Vimana e, azionando un interruttore, il Vimana salterà verso la salvezza».
Passo incomprensibile per l'autore; dovremmo ipotizzare un riferimento al rientro nell'atmosfera di un mezzo che si trova a passare da una corrente d'aria in un'altra (cioè dallo spazio esterno all'atmosfera terrestre); in questo caso, come noto, si crea una forza d'attrito in grado di distruggere il mezzo volante; ci sarebbe poi un dispositivo nella parte più protetta (centro vitale) capace di prevenirlo.
22. Saarpa-gamana
«attraendo il dandavaktra e le altre sette forze dell'aria, aggiungendovi raggi solari, passando attraverso il centro zig-zagheggiante del Vimana e azionando un interruttore, il Vimana assumerà un andamento a zig-zag come un serpente».
Secondo l'autore si tratterebbe di una serie di rapidi e bruschi cambiamenti di rotta.
23. Chapala
«quando si avvista un aeroplano nemico, azionando un interruttore nel centro di forza della sezione mediana del Vimana a 4087 giri all'ora atmosferica, sarà generata un'onda di velocità, che squasserà l'aereo nemico».
Secondo Davenport il vimana sarebbe stato capace di generare turbolenze per poi dirigerle verso un veicolo nemico; l'ora atmosferica è una classica misura del tempo locale.
24. Sarvatomukha
«quando una formazione di aerei nemici arriva all'attacco, azionando l'interruttore nella corona del Vimana, lo si fa girare con agilità per fronteggiare gli attacchi da ogni lato».
Si tratterebbe di una manovra a trottola, che avrebbe richiesto degli accorgimenti (per esempio delle postazioni attaccate cardanicamente al veicolo) per proteggere l'equipaggio; ancora una volta dal testo emerge che la tecnologia dei Vimana avrebbe controllato sia la forza elettromagnetica che quella gravitazionale.
25. Parashabda graahaka
«come spiegato nel Sowdaaminee Kaala, o Scienza dell'Elettronica, per mezzo del meccanismo catturatore di suoni nel Vimana, si possono sentire le parole e i suoni negli aerei nemici che volano nel cielo».
Per l'autore sarebbe qualcosa di simile a una radio capace di captare le conversazioni del veicolo nemico, oppure (addirittura) di un sistema capace di rilevare le vibrazioni sonore prodotte all'interno del veicolo nemico, come un raggio laser puntato sulle pareti esterne dell'ambiente da spiare.
26. Roopaakarshana
«per mezzo del meccanismo fotografico del Vimana, si ottiene un'immagine televisiva dell'interno di vimana nemici».
Per Davenport questa è fantascienza pura, oggi forse un po' meno, grazie alla diffusione dei videotelefonini e apparecchi simili.
27. Kriyaagrahana
«girando la chiave sul fondo del Vimana, si fa apparire uno schermo bianco. Elettrificando i tre acidi nella parte Nord-Est del Vimana, e sottoponendoli a 7 tipi di raggi solari, passando la forza risultante dentro il tubo dello specchio Thrisheersha e facendo in modo che lo schermo sia di fronte allo specchio, e infine girando la chiave superiore, tutte le attività che sono in corso sul terreno verranno proiettate sullo schermo».
Per l'autore si tratterebbe di un monitor collegato a una telecamera dotata di zoom.
28. Dikpradarshana
«girando la chiave sul fronte del Vimana, il meccanismo dishaampati mostrerà la direzione dalla quale il vimana nemico si sta avvicinando».
Davenport lo associa a un radar.
29. Aakaashaakaara
«stando al Aakaasha-Tantra, mescolando una soluzione di mica nera con neem e decotto bhoonaaga, e ungendone le parti esteriori di un Vimana fatto di placche di mica ed esponendolo ai raggi del sole, il vimana apparirà come il cielo e diverrà indistinguibile».
L'autore lo associa a un altro accorgimento mimetico; oggi del resto per i veicoli spaziali si usano placche di mica e mattonelle fatte di materiale ceramico, che, ungendole, possono cambiare il colore.
30. Jalaada roopa
«mescolando succo di melograno, bilva o olio di bael, sale di rame, nero fumo, granthica o liquido gugul, polvere di mostarda e decotto di scaglia di pesce, aggiungendo conchiglie di mare e polvere di rocce di sale e raccogliendo il fumo della soluzione, inondandolo del calore solare che avviluppa la copertura, il Vimana apparirà come una nuvola».
Altro accorgimento mimetico per Davenport, messo in forma di strana ricetta di cucina.
31. Stabdhaka
«proiettando il fumo avvelenato Apsmaara nel tubo situato nella parte Nord del Vimana, e scaricandolo col meccanismo Stambhana, la gente negli aeroplani nemici sarà resa incosciente».
Per l'autore, un'arma chimica ad alta penetrazione capace d'infiltrarsi dentro il velivolo nemico.
32. Karshana
«quando aeroplani nemici arrivano in forza per distruggere il tuo Vimana, mettendo in fiamme il Jwaakine shakit nel Vyshwaanara-naal, o tubo situato sull'ombelico dell'aereo, e girando le chiavi delle due ruote ad 87 gradi, il rovente Shakti avvilupperà l'aereo nemico e lo brucerà».
L'unico segreto in cui apertamente si parla di distruzione del nemico, secondo l'autore potrebbe essere un raggio laser o un missile incendiario.

          «Questi sono i 32 segreti che devono essere conosciuti dai piloti, secondo Siddhanaatha.»

La conclusione del manuale è tipicamente orientale e sembra di leggere un testo sacro. Oggi si può tentare di leggere il testo come un manuale tecnico, nel quale le manovre sono piuttosto convenzionali e conosciute, mentre molto differenti sembrano essere le armi d'offesa e difesa. Volendo interpretarlo alla lettera ci troveremmo di fronte a veicoli avanzatissimi che avrebbero solcato il cielo dell'India decine di secoli fa; per i sostenitori dell'ipotesi extraterrestre, che considerano il testo originale, si tratterebbe della descrizione in termini terrestri di veicoli alieni, forse pilotati da esseri umani.

## Critiche
J. B. Hare, rappresentante dell'Internet Sacred Text Archive, nel 2005 ha pubblicato un'edizione online del libro di Josyer del 1973, nella sezione UFO del sito. Nella sua introduzione scrive:
[...]

Nel testo non sono presenti descrizioni sulla teoria dell'aviazione e tantomeno sull'antigravità e non spiega direttamente come i vimana rimangano in aria. Inoltre il testo è sbilanciato nel presentare una lista di ingredienti, spesso bizzarri, utilizzati per la costruzione di vari sottosistemi.

[...]

Non c'è nulla che Giulio Verne non potesse sognare, non c'è alcun riferimento a qualche elemento esotico o ad avanzate tecniche di costruzione. Nel 1923 le illustrazioni sul quale si basa il testo sono... assurdamente prive di qualsiasi elemento di aerodinamica. Alcuni velivoli rassomigliano a bruttissime torte nuziali, alcuni a minareti, altri ad enormi ali di ornitotteri. In altre parole sembra una tipica rappresentazione fantastica di inizio ventesimo secolo condita in salsa indiana.»

## Ricerche
Uno studio effettuato da ricercatori indiani dell'Indian Institute of Science di Bangalore hanno dimostrato che i velivoli più pesanti dell'aria descritti nel Vaimanika Shastra sono irrealizzabili. Gli autori fanno notare che secondo i principi di aerodinamica il testo è estremamente superficiale e incorretto, e in alcuni casi viola la Legge di Newton sul moto. Lo studio conclude
Nessuno dei velivoli ha proprietà tali che lo rendano adatto al volo, le geometrie sono inconcepibilmente orrende dal punto di vista aeronautico. I principi della propulsione fanno sì che piuttosto che consentire il volo lo impediscano. Il testo ed i disegni non sono correlati fra di loro. I disegni sono stati fatti da Shri Ellappa che ha frequentato l'università di ingegneria e pertanto era familiare con i dettagli di alcuni dispositivi. Naturalmente il testo è scritto in modo che non si possa dimostrare la natura moderna del contenuto, il che non implica la completa origine orientale del testo. Tutto ciò che si può dire e che i disegni tematicamente dovrebbero essere esclusi dalla discussione. Il testo, così com'è, è incompleto e ambiguo di per se stesso ed è scorretto in molti punti»